# 平和開発連合党
平和開発連合党（へいわかいはつれんごうとう、Union for Peace and Development Party, UPD, ソマリ語: Xisbiga Midowga Nabadda iyo Horumarka, XMNH）はソマリアの政党。2011年に前身の平和開発党（ Peace and Development Party, PDP, ソマリ語: Xisbiga Nabadda Iyo Horumarka）が設立され、2018年に平和開発連合党に改組された。党首のハッサン・シェイク・モハムドが大統領を務めた2012年9月から2017年2月までと、再選された2022年5月以降のソマリア与党。

## 歴史

### 平和開発党
平和開発党（PDP）は、教育者として国際連合児童基金（ユニセフ）に勤務していたハッサン・シェイク・モハムドらが2010年、あるいは2011年に設立した。2011年4月に党内選挙によって、ハッサン・シェイク・モハムドが議長となった。この選挙の参加者には元ソマリア情報大臣のダヒル・マハムド・ゲーレ、ソマリア議会議員のMohamed Nur Shegow、ハウィエ氏族の長老らが参加した。ただしハウィエ氏族による政党ではなく、2011年に事務局長に就いたのはダロッド氏族のハムザ・アブディ・バーレだった。この他、後にソマリア連邦の構成国ガルムドゥグの大統領になったアブディハリム・フセイン・グレドも設立メンバーの一人だった。
2012年9月、党首のハッサン・シェイク・モハムドがソマリア大統領となった。
ソマリア大統領の憲法上の任期は2016年9月までだったが、2015年にソマリア政府は翌年の大統領選挙を延期すると発表した。この時、与党平和開発党を除く全ての政党が反対を表明した。
ハッサン・シェイク・モハムドは2017年2月に大統領選挙に敗れて退任した。退任後はトルコに移住した。

### 平和開発連合党
2018年10月4日、ダルジル党、ホルソコド党（Horusocod）、平和開発党の3党が合同して平和開発連合党ができ、少し前に帰国していたハッサン・シェイク・モハムドが暫定議長に就任した。ハッサン・シェイク・モハムドは合同後も平和開発党の名にするつもりだったが、不公平だとして新しい名称となった。合同することで、モハメド・アブドゥライ・モハメド大統領率いる与党に対抗する唯一の政党となった。党支持者数千人が集まり、上院下院合わせて80人以上の国会議員が集まった。
2019年1月、平和開発連合党は、ソマリア政府が石油埋蔵の可能性がある地域を競売に出すと発表したことに対して、特定の企業に利権が独占される恐れがあるとの懸念を表明。議会による法整備を優先するよう提案した。
2019年2月、ソマリア連邦の一構成国であるプントランドは、法整備が完了するまでの間、全ての政党に対して活動を停止するよう通達した。この少し前、平和開発連合党がプントランドの首都ガローウェに事務所を開設していた。
2019年6月、ソマリア政府は、ソマリアの選挙に不賛成を表明しているソマリア連邦の一構成国ガルムドゥグに対して、7月4日に選挙を実施すると通達。これに対して平和開発連合党は、選挙の実施は連邦構成国の権限であるとして、ソマリア政府の通達は違法との見解を発表した。
2019年9月、ソマリア政府は、元大統領のシェイク・シャリフが首都モガディシュから連邦の一構成国ジュバランドの首都キスマヨに移動できなくするため、キスマヨ行きの飛行機への搭乗を禁止した。平和開発連合党はこれを批判。
2020年5月、ソマリア政府は、ジュバランドの元教育大臣の葬儀に出席しようとするソマリア上院議員に対して、政府とジュバランドの政治的論争が解決していないことを理由に移動を禁止した。平和開発連合党はこれを批判。
2022年5月、平和開発連合党党首で前大統領のハッサン・シェイク・モハムドが大統領に再当選。